# 布瓦昂泽赖
布瓦昂泽赖（法語：Bois-Anzeray）是法国厄尔省的一个市镇，位于该省西南部，属于埃夫勒区。该市镇总面积11.61平方公里，2009年时的人口为170人。

## 人口
布瓦昂泽赖人口变化图示